# Лысенко, Борис Петрович
Борис Петрович Лысенко (1916—1945) — капитан Рабоче-крестьянской Красной Армии, участник Великой Отечественной войны, Герой Советского Союза (1945).

## Биография
Родился 14 апреля 1916 года в селе Бутурлиновка (ныне — город в Воронежской области).
В 1940 году окончил строительный факультет Уральского политехнического института. Направлен на работу в Сталинск инженером-конструктором Кузнецкого металлургического комбината.
В августе 1941 года призван на службу в Рабоче-крестьянскую Красную Армию. С мая 1943 года — на фронтах Великой Отечественной войны.
К апрелю 1945 года капитан Борис Лысенко командовал 9-й батареей 3-го дивизиона 86-й тяжёлой гаубичной артиллерийской бригады разрушения 5-й артиллерийской дивизии прорыва 4-го артиллерийского корпуса прорыва 3-й ударной армии 1-го Белорусского фронта. Отличился во время боёв в Германии. 21 апреля 1945 года в районе населённого пункта Блумберг в 15 километрах к северо-востоку от Берлина батарея Лысенко, выдвинувшись вперёд, открыла огонь по противнику, нанеся ему большие потери. В том бою Лысенко получил тяжёлое ранение — слепое пулевое ранение височной области. 24 апреля 1945 года умер от ран. Похоронен в польском городе Дембно.
Указом Президиума Верховного Совета СССР от 31 мая 1945 года капитан Борис Лысенко посмертно был удостоен высокого звания Героя Советского Союза. Также был награждён орденами Ленина, Красного Знамени (17.02.1945), Александра Невского (19.11.1944), Отечественной войны 2-й степени (28.08.1944), Красной Звезды (11.09.1943), рядом медалей.